# البروس ۲۰۰۰
البروس ۲۰۰۰
البروس ۲۰۰۰، E2K (به زبان روسی :Эльбрус ۲۰۰۰) یک ریزپردازنده ۵۱۲ بیتی گستره پردازنده‌های کلمه دستورالعمل بسیار طولانی(VLIW) است که توسط MSCE رشد داده شده‌است.
پردازنده مذکور از دو مجموعه دستورالعمل(ISA) پشتیبانی می‌کند:
مجموعه دستورالعمل البروس
اینتلاکس 86(intel x86)

## سامانه عامل های پشتیبانی کننده
- لینوکس کامپایل شده برای البروس VLIW
  - لینوکس کامپایل شده برای اینتل اکس 86
  - ویندوز 95
  - ویندوز 2000
  - ویندوز ایکس پی
  - کیواِن‌اکس(QNX)